# Pachydiplosis apricans
Pachydiplosis apricans är en tvåvingeart som beskrevs av Jean-Jacques Kieffer 1913. Pachydiplosis apricans ingår i släktet Pachydiplosis och familjen gallmyggor.
Artens utbredningsområde är Kenya. Inga underarter finns listade i Catalogue of Life.